# Quartet (música)
Un quartet és un conjunt de quatre intèrprets, instrumentistes o bé cantants. En el primer cas parlem de quartets instrumentals i en el segon, de quartets vocals.
També es diu de la composició musical per a quatre instruments o veus.

## Quartets instrumentals
El quartet instrumental es va utilitzar de manera freqüent des de finals del segle XVII. Al segle XVIII es va generalitzar, sobretot el quartet de corda, per a 2 violins, viola i violoncel.
També es van donar altres quartets com per exemple els d'un instrument de vent (oboè, flauta, clarinet) que feia el paper del primer violí, amb acompanyament de la resta de la corda. O el de piano i corda.

## Quartets vocals

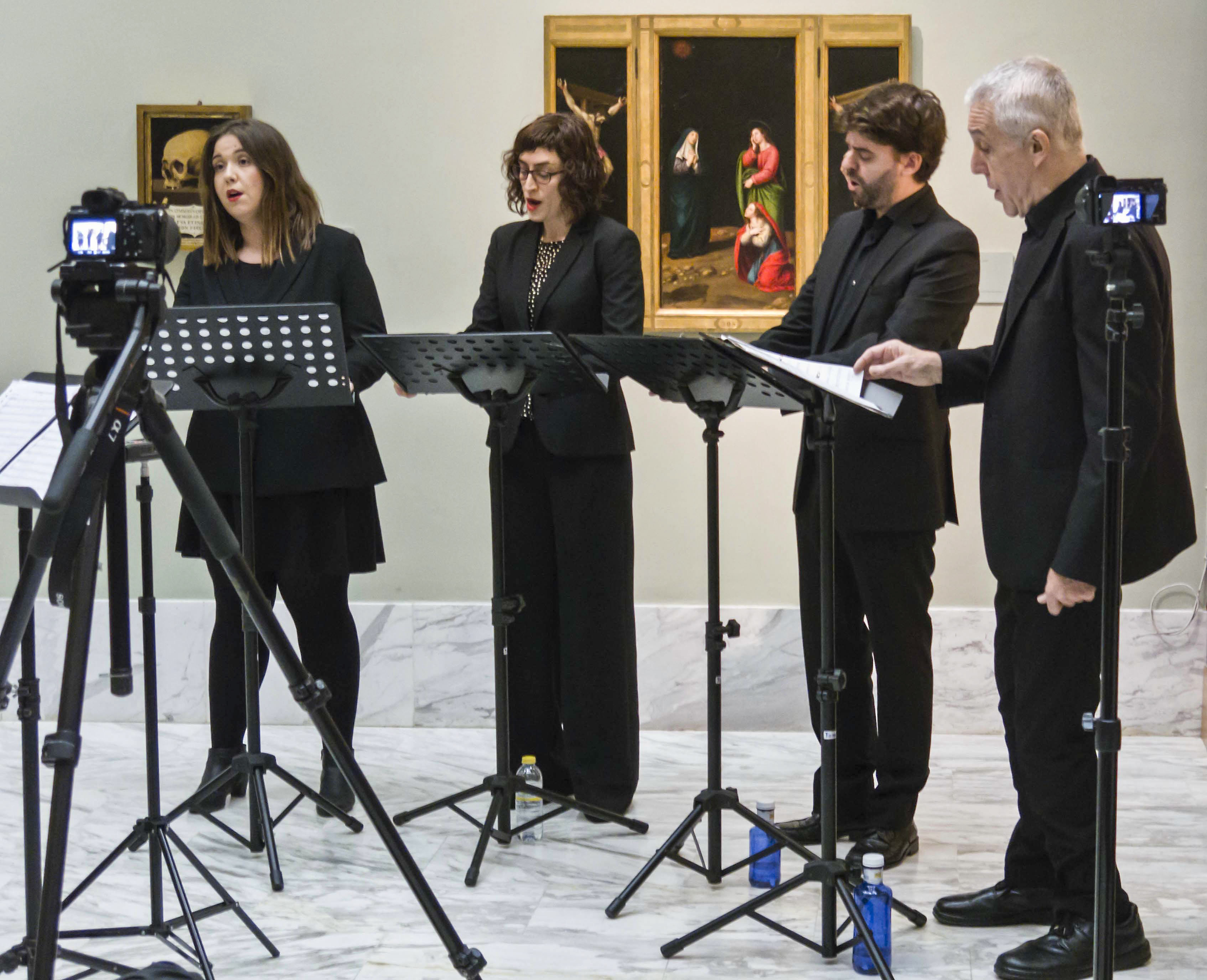
Música Trobada

Els quartets vocals poden ser de veus mixtes o de veus iguals. En el cas que siguin de veus mixtes, acostumen a estar integrats per soprano, contralt, tenor i baix.
Si són de veus femenines o de veus blanques, les veus que l'integren acostumen a ser: soprano primera, soprano segona, contralt primera o mezzosoprano, i contralt segona.
Si són de veus masculines, l'integren: tenor primer, tenor segon, baix primer o baríton, i baix segon.
Els primers quartets que coneixem, que van ser divulgats pels compositors flamencs, daten del segle xv, es tracta d'una composició vocal on les diferents veus que són igual d'importants donen lloc a una escriptura horitzontal i es coneixen com a quartets vocals polifònics.